# Park Narodowy Main Range
Main Range National Park – park narodowy, położony w paśmie górskim Main Range, w stanie Queensland w Australii, około 80 km na południowy zachód od ścisłego centrum Brisbane.
Park jest częścią rezerwatu Gondwana Rainforests of Australia, wpisanego na listę światowego dziedzictwa UNESCO.

## Galeria

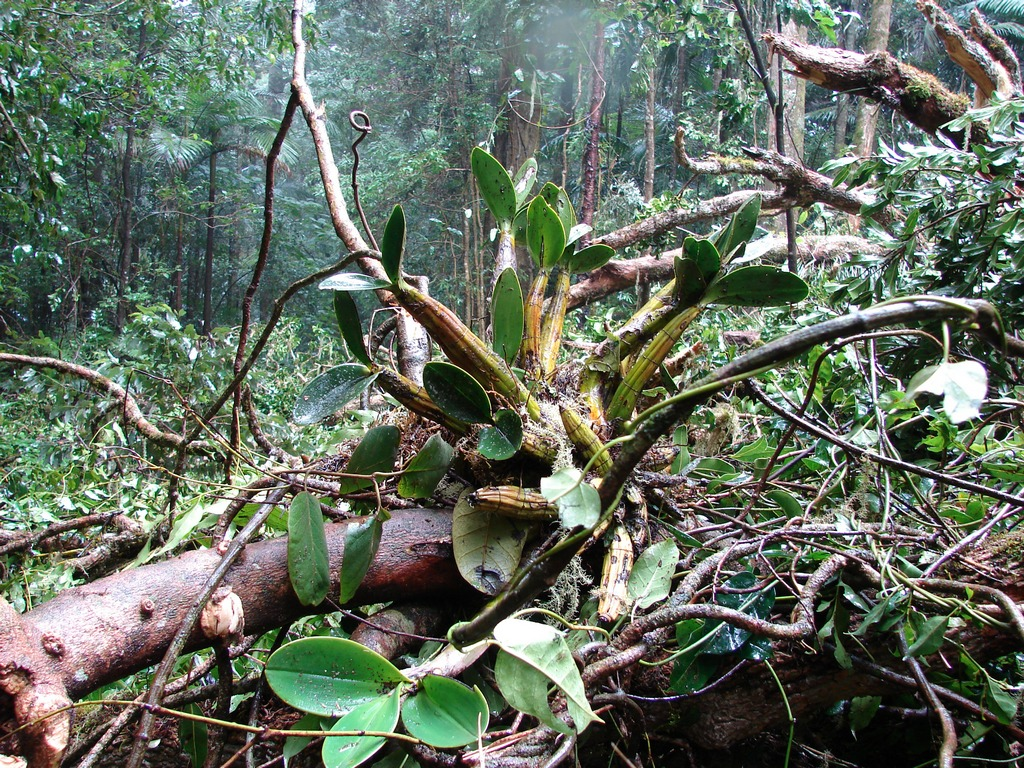
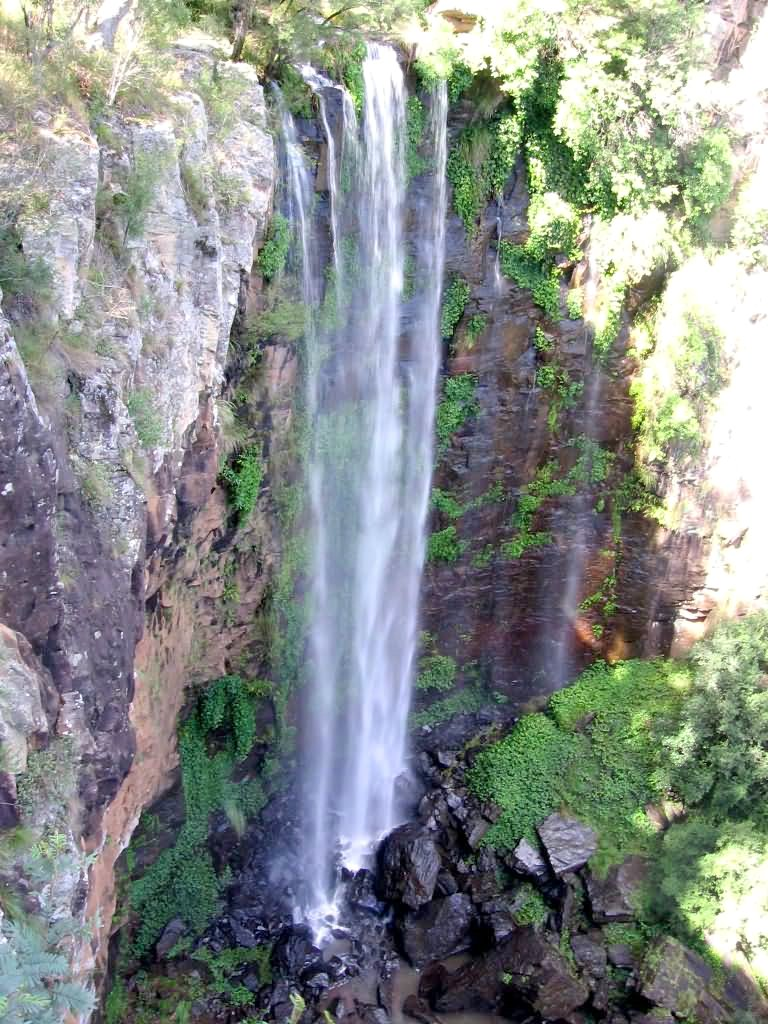
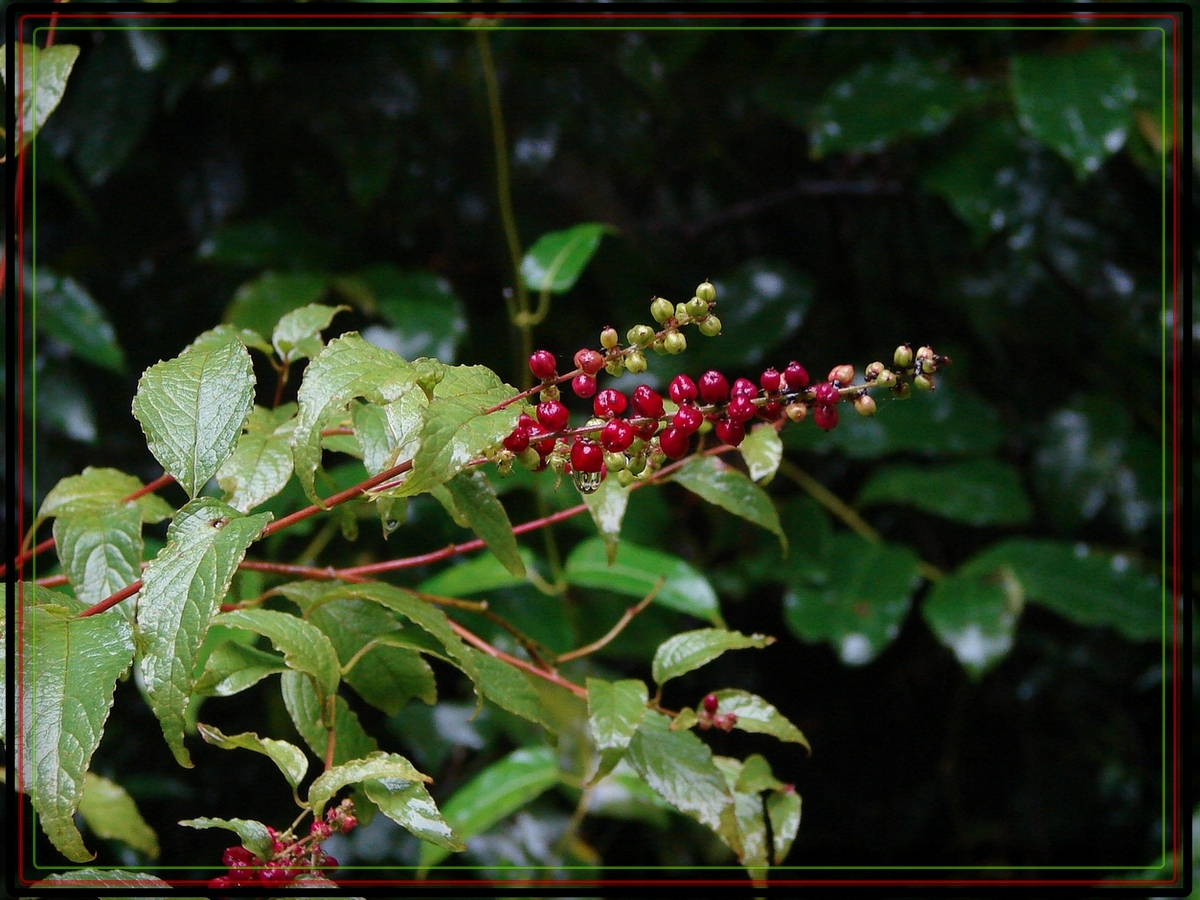